# 沙田循道衛理小學
沙田循道衛理小學（英語：Shatin Methodist Primary School）為香港沙田區的一所津貼小學，源於1959年創立的官塘循道學校，於1989-91年間遷入沙田。

## 歷史
學校前身為位於觀塘翠屏邨23座地下的官塘循道學校，於1959年創立，為一所分為上、下午校的半日制小學。受「舊式徙置大廈重建計劃」影響，原校所在的第23座需要拆卸重建，遂於1989年起逐步遷入沙田廣源邨。在遷校初期，由於預定校舍仍未完工，故借用同邨已竣工的世界龍岡學校黃耀南小學先行開辦6班，並僅收小一及小五，翌年才正式遷入現址校舍。同時，舊校舍行政工作由藍田循道學校兼轄，直至完成遷校。
1991年，隨著舊址最後一屆學生畢業，遷校工作亦告結束。同年，新校舍首屆小六學生畢業。
至1999年，此校上午校投得位於馬鞍山的另一所校舍，並於翌年分拆為馬鞍山循道衛理小學；至於下午校則繼續於廣源邨校舍辦學至今，亦轉為全日制。

## 歷屆行政人員

### 校監
- 黃作 牧師（約1970-80年代內；1995年逝世）[5]
- 袁天佑 牧師（約1980年代尾；2023年逝世）[6]
  - 簡祺輝 牧師（約1980年代尾-1991年，舊校舍校監）[7]
- 林和甫 先生（1989年-1990年，新校舍首任校監）
- 盧龍光 牧師（1990年-？）[8]
- 陳建基 牧師
- 曾兆基 先生（現任校監）

### 校長

#### 上午校
- 林應麟 先生[5]
- 梁寶衡 先生[6]
- 曾國強 先生（1989年-1990年，兼任新校舍上、下午校校長）
  - 李松光 先生（約1980年代尾-1991年，舊校舍末任校長，由藍田循道學校校長兼任）[8]
- 劉天祿 先生（1990年-2000年，由迦密梁省德學校下午校轉職，後過渡至馬鞍山循道衛理小學[9]）

#### 下午校
- 鍾敬文 先生[5]
- 曾國強 先生[6]（約1980年代初-1990年；1989年起兼任新校舍上、下午校校長）
  - 朱姵生 女士（1989年-1991年，舊校舍末任校長，由藍田循道學校校長兼任）[8]
- 劉天祿 先生（1990年-1991年，後專任上午校校長）
- 周小梅 女士（1991年-？）
- 陳翠珍 女士（1992-1994年左右）
- 廖玉英 女士（？-2000年，後出任全日制校長）

#### 全日
- 廖玉英 女士（2000年-2005年，全日制首任校長）[9]
- 簡佩芬 女士（2005年-2018年）[10]
- 朱敏娟 女士（2018年起，現任校長）

## 學校設備
學校有31間課室，一個禮堂及兩個操場，圖書館Learning Galaxy以及其餘十多個特別室（視藝室、音樂室、電腦室、遊戲室等）。校舍面積有1272平方米。校園設施豐富且嶄新。

## 跨境交流
學校歷年來都有安排學生作交流，從而提升學生的國際視野。2年與英國的學生交流，2024年則與韓國交流。每年都有一次內地交流。

## 著名／傑出校友
官塘循道學校舊生
- 蘇鑰機（1968年小六）：香港中文大學新聞與傳播學院教授[11]
- 蔡一傑（1980年小六）：香港男子跳舞及歌唱組合草蜢成員[12][13]
- 蔡一智（1978年小六）：香港男子跳舞及歌唱組合草蜢成員
- 蘇志威（1978年小六）：香港男子跳舞及歌唱組合草蜢成員

沙田循道衛理小學舊生
- 崔佩怡（1998年小六）：香港中文大學生命科學學院助理教授，以研究珊瑚保育著名
- 霍祺昌：前香港跆拳道代表隊成員、前香港浸會大學體育及康樂管理系二級講師
- 洪詠甄（2011年小六）：香港女子賽艇運動員[14]
- 鄧月平：香港女藝人[15]
- 葉姵延：香港女子羽毛球運動員[16]
- 東方昇：香港男藝人

## 圖像

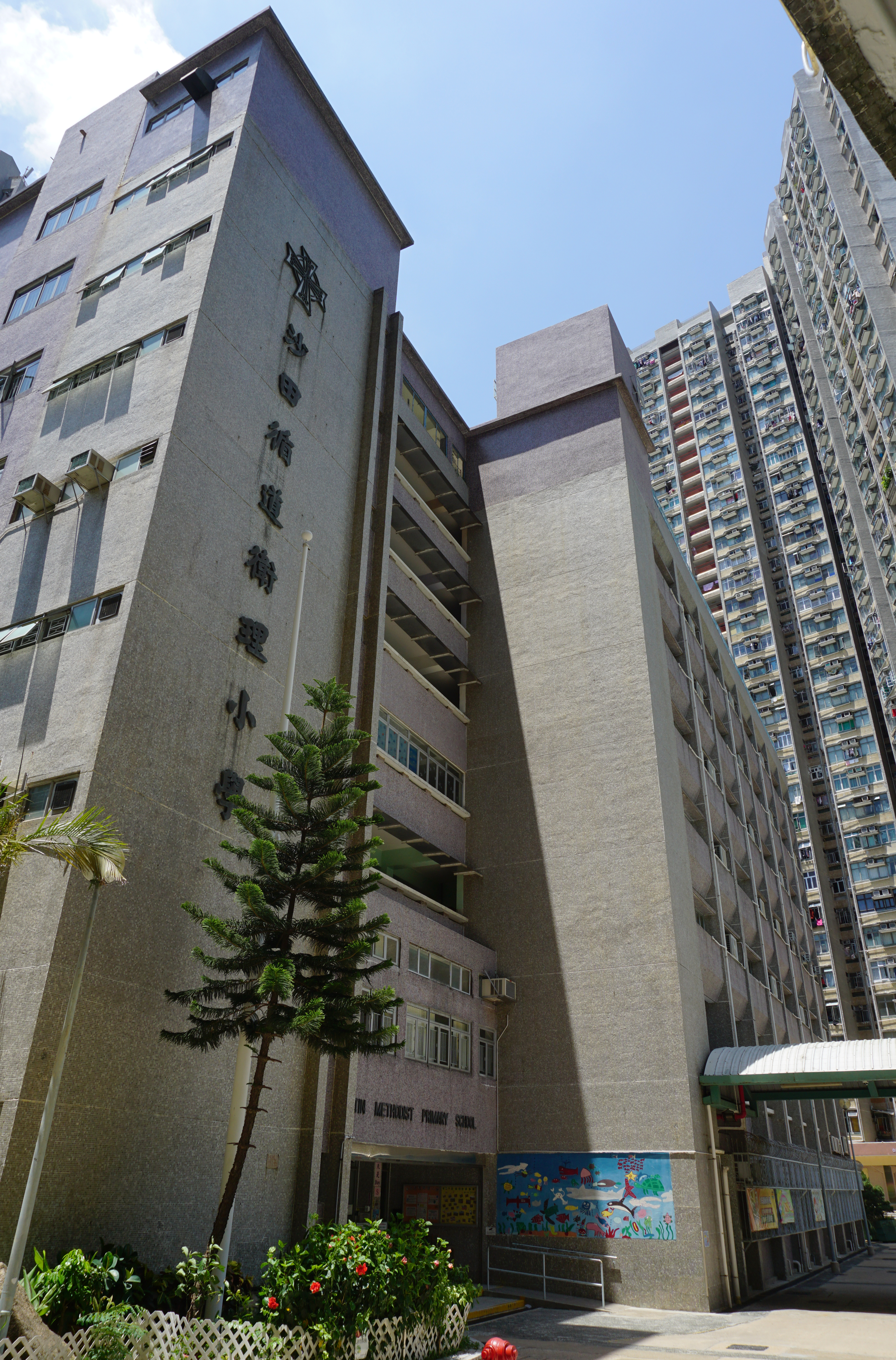
校舍南面
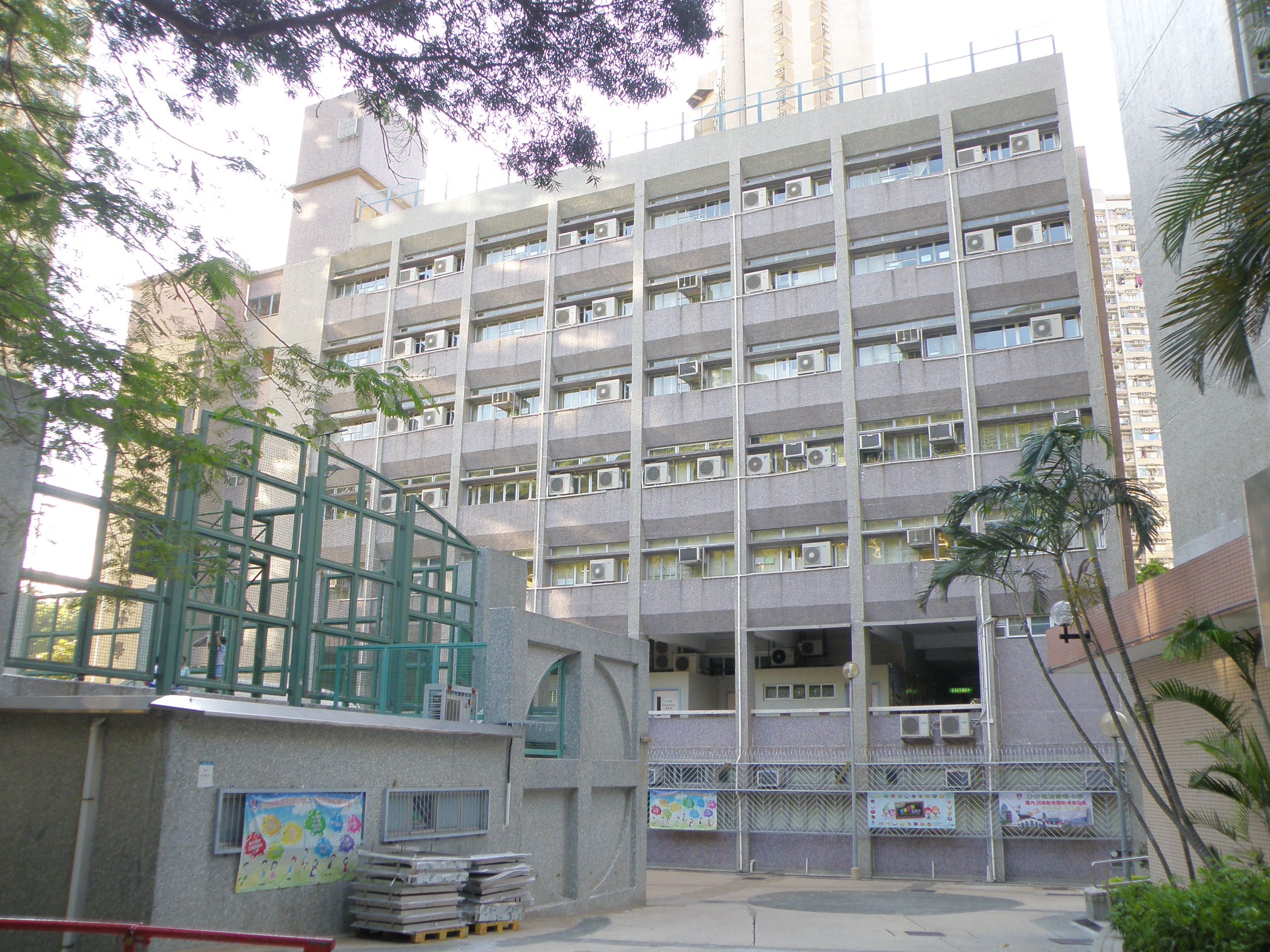

## 外部連結
- 沙田循道衛理小學官方網站 （页面存档备份，存于）